# Gustavo Pacheco
Gustavo Pacheco (Rio de Janeiro, 1972) é um antropólogo, diplomata e escritor brasileiro.

## Biografia
Graduado em Direito e mestre em Relações Internacionais, fez o doutorado em Antropologia no Museu Nacional. Entrou para a carreira diplomática em 2006, tendo servido em Buenos Aires, na Cidade do México e em Brasília. Publicou contos nas revistas Lado 7, Coyote e na edição portuguesa da Granta. Foi um dos fundadores do bloco Cordão do Boitatá.
Seu primeiro livro, Alguns Humanos, ganhou o Prêmio Clarice Lispector de 2018.
É codiretor, com Pedro Mexia, da Granta em língua portuguesa.

## Obras
- 2018 - Alguns Humanos (Tinta-da-China) - Contos